# Ҳ

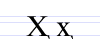
Ҳ – litera cyrylicy

Ҳ – litera cyrylicy używana w językach: abchaskim (45. litera alfabetu), karakałpackim (31. litera alfabetu), itelmeńskim (36. litera alfabetu) i tadżyckim (27. litera alfabetu). Była też używana w języku uzbeckim przed 1992, kiedy zaczęto zapisywać go alfabetem łacińskim oraz w języku chakaskim. Powstała w wyniku modyfikacji litery Х.
W standardzie Unicode dużą literę Ҳ otrzymuje się w wyniku kombinacji U+04B2, a małą w wyniku kombinacji U+04B3.